# Фрушка гора
Фрушка гора (на унгарски: Tarczal; на латински: Alma Mons) е ниска верижна планина (възвишение) в Срем, Войводина, като малка част от възвишението ѝ на запад е на хърватска територия – във Вуковарско-сремска жупания. Дълга е 78 км и широка 15 км, с повърхнина от 25,525 km² в посока запад – изток. Най-високата ѝ точка е връх Цръвени Чот – 539 м надморска височина.

## Геология
Фрушка гора представлява истинска палеоложка мозайка, съставена от гранит, базалт, андезит, дацит, серпентин. Била е остров в просторното палеографско Панонско море.

## География
Пресича се от автомобилния път (автомагистрала) Белград – Нови Сад. Годишно над Фрушка гора падат по 1200 мм валежи, или два пъти повече, отколкото в равнинните участъци на Срем. На много места в планината бликат извори. Към равнината духа местният вятър (ср.) фрушкогорац. В планината са израснали 60 селища и 15 манастира, т.нар. Фрушкогорски манастири. Заради манастирите планината е наричана „Войводинска Света гора“, и те се числят към ордена на св. Василий. Местното население подобно на българите нарича монасите калугери, от гръцките думи кало (хубав) и герон (възраст). В битката при Сланкамен през 1716 г. в борба с турците тук е загинал генерал Бройнер.

## Флора и фауна
Най-голямото богатство на Фрушка гора са вековните гори, обхващащи площ от 24 хил. хектара. В дебрите им се въдят елени лопатари, сърни, муфлони, глигани и друг дребен дивеч. Планината е осеяна с ловни домове (хижи), хотели с над 1000 легла, а край хубавите пътища има много частни вили. Годишно във Фрушка гора идват над 1 милион посетители на излет, главно от Белград и Нови Сад. Най-оживените места в планината са Иришки венец, Стражилово, Змайевац, Велики Градац, Осовие, Тестара и други.

## Национален парк
През 1960 г. Фрушка гора е обявена за национален парк (резерват) Фрушка гора.

## История
В село Връдник е погребан княз Лазар след известната Косовска битка през 1389 г. Кралство Унгария осъществява отбраната на южната си укрепена граница в края на 15 и началото на 16 век чрез въоръжените отряди на юнаците-хайдути сред които се откроява фигурата на Вук Бранкович, пребивавал основно по тези места и по река Дунав, които са осеяни по него време с цяла редица укрепления. Борбата (отбраната) свършва с превземането на Белград, последвано от злополучната за Кралството битка при Мохач през 1526 г.